# ヤマハ・RD90
ヤマハ・RD90は、ヤマハ発動機が製造販売したオートバイである。

## 概要
ヤマハ発動機は、第20回東京モーターショーにおいて「参考出品」としていたヤマハスポーツRD90を、1974年（昭和49年）に発売した。7ポートトルクインジェクション方式の空冷2ストローク単気筒エンジン、ダブルクレードルフレーム及び前輪に油圧式ディスクブレーキを採用している。後述のとおり、2回のマイナーチェンジが行われ、そのうち1977年（昭和52年）のそれは大幅なものとなった。日本国内専売の車種で、日本の法令では第二種原動機付自転車に該当する。

### 機種コード番号：464
最初期型である機種コード番号464は、1974年（昭和49年）2月に発売された。
塗色はアイビーグリーン並びにバハブラウンの2色。運輸省型式認定番号はIl-1321、車体打刻開始番号は464-000101からである。
主要諸元（1974年）
- 全長：1,860mm
- 全幅：785 mm
- 全高：1,050 mm
- 乾燥重量：89kg
- エンジン型式：空冷、2ストローク、単気筒、89cm3
- 最高出力：10.5PS/ 8,000rpm
- 最大トルク：0.96kg･m/ 7,500 rpm

### 機種コード番号：2A5
1977年（昭和52年）2月には、フレーム、エンジン及び外装などが改良され、塗色はブリリアンレッド並びにシルバーダストの2色となった。機種コード番号並びに運輸省型式認定番号も改められ、それぞれ2A5、Il-1348とされた。車体打刻開始番号は2A5-000101からである。
1979年（昭和54年）2月には、塗色並びに意匠のみの変更を受け、塗色はキャニオンレッド並びにクリスタルシルバーの2色となった。運輸省型式認定番号はIl-1348で変わらず、車体打刻開始番号は2A5-100101からである。
主要諸元（1979年）
- 全長：1,875 mm
- 全幅：735 mm
- 全高：1,045 mm
- 乾燥重量：91 kg
- エンジン型式：空冷、2ストローク、単気筒、89 cm3
- 最高出力：10.5 PS / 8,000 rpm
- 最大トルク：0.96 kg･m / 7,000 rpm